# Jan Ankerman
Jan Geert Ankerman (Wommels, Littenseradiel, 2. ožujka 1906. — Rangun, Burma, 27. prosinca 1942.) je bivši nizozemski hokejaš na travi. 
Osvojio je srebrno odličje na hokejaškom turniru na Olimpijskim igrama 1928. u Amsterdamu igrajući za Nizozemsku. Na turniru je odigrao četiri susreta na mjestu veznog igrača.

## Vanjske poveznice
- Profil na Database Olympics